# Bernardo Romeo
Bernardo Daniel Romeo (Tandil, 10 settembre 1977) è un ex calciatore argentino, di ruolo attaccante.

## Palmarès

### Club

#### Competizioni nazionali
- Campionato argentino: 1

San Lorenzo: Clausura 2001

### Nazionale
- Campionato mondiale Under-20: 1

1997
- Campionato sudamericano di calcio Under-20: 1

1997

### Individuale
- Capocannoniere della Coppa Mercosur: 1

2001 (10 reti)